# Pecopteris
Pecopteris es un género extinto de helecho (Filicophyta) fósil del Carbonífero y el Pérmico encontrado en León (España).

## Definición e historia
Pecopteris es un género de forma que se usa para follaje estéril del Carbonífero al Pérmico. Fue creado por Brongniart (1822) como una de las 5 secciones (subgéneros) del género Filicites, grupo en el que Schlotheim había incluido todas las plantas fósiles con aspecto de helechos.
Zeiller, 1888 define el género de la siguiente forma. “Frondes quizás a veces bipinnados, pero más comúnmente tripinnados o cuadripinnatífidos o incluso cuadripinnados. Raquis de los diferentes órdenes se mantienen desnudos entre las pinnas homólogas que les acompañan, y que no tienen en el espacio que separa estas pinnas ni pinnas menores ni pínnulas. Pínnulas unidas por toda su base, que salen del raquis en ángulos generalmente bastante abiertos, a veces más o menos soldadas entre ellas, con bordes paralelos o ligeramente convergentes, lo más a menudo enteros, a veces lobulados o dentados, con ápice generalmente redondeado u obtuso, más raramente agudo. Nervio central nítido, que llega casi hasta el ápice de las pínnulas; nervios secundarios habitualmente alternos, que salen del nervio principal en ángulos bastante abiertos, bien simples, bien una o varias veces bifurcados” Este autor suponía además al menos algunos Pecopteris parecían haber pertenecido a árboles cuyas frondes salían de la parte superior del troncos de altura considerable.

## Morfología
Al tratarse de un género de forma las distintas especies de Pecopteris se pueden asignar a familias diferentes, por ello, las descripciones siguientes se hacen teniendo en cuenta la asignación taxonómica:

### Frondes
El género de forma Pecopteris está definido según la morfología de los frondes estériles. Son por tanto, evidentemente, los caracteres morfológicos del fronde los más importantes a la hora de determinar las distintas especies. Los frondes de los Pecopteris consisten en hojas compuestas, generalmente tres o cuatro veces divididas, con un peciolo o raquis que lleva insertas pinnas que se van dividiendo sucesivamente hasta llegar a los últimos elementos, las pínnulas.
Al raquis principal se le asigna el nombre de primario. De él parten los raquis secundarios de las pinnas también secundarias. Estas llevan raquis y pinnas terciarias y así sucesivamente. Debido a que lo normal cuando se localiza un fósil es que no se sepa a que orden pertenecen las pínnulas, es habitual que estas se denominen última (o de orden n) penúltima (o de orden n-1) y así sucesivamente.

### Pínnulas
A lo largo del fronde puede haber una fuerte variación de la forma de las pínnulas. Por un lado están las pínnulas terminales, que frecuentemente se tratan de un carácter taxonómico de primer orden pero que, por desgracia, no siempre se pueden usar con fines clasificatorios por el carácter fragmentario de los ejemplares muestreados. Por otro lado, en algunos grupos de Pecopteris como por ejemplo en los Lobatopteris, Polymorphopteris, Remia u Oligocarpia suele ser habitual la presencia de pínnulas lobuladas o pinnatífidas, principalmente en la parte terminal de las pinnas primarias.

### Esporangios
Poco después del establecimiento del género Pecopteris, se encontraron fructificaciones asociadas con las hojas, lo que confirmó que la mayoría de las especies eran verdaderos helechos. Debido al deficiente o variable estado de preservación de parte del material descrito, pero también debido a la diferente interpretación del significado diagnóstico de algunos rasgos (por ejemplo los pedúnculos de la base de los sinangios), se han atribuido a Pecopteris un amplio número de géneros de forma de fructificaciones. El uso de modernas técnicas paleobotánicas (en particular los procesos de transferencia) han permitido una reinterpretación de la validez de muchos de esos géneros. Se pueden aceptar actualmente las siguientes fructificaciones en fósiles de compresión.
- Familia Zygopteridaceae

- Nemejcopteris Barthel
- Corynepteris Baily
- Familia Psaroniaceae

- Remia Knight (=Weissites Remy non Goeppert)
- Asterotheca Presl
- Ptychocarpus Weiss
- Acitheca Schimper
- Danaeites Goeppert (=Orthotheca Corsin)
Familia Psalixochlaenaceae
- Bertrandia Dalinval (=Zeilleria Kidston pars)
Familia Sermayaceae
- Oligocarpia Goeppert
Familia Tedeleaceae
- Senftenbergia Corda
Distribución y habitat
Brongniart describía bajo este género material procedente desde el Carbonífero hasta el Jurásico. El uso habitual actual de este género de forma es el de especies Paleozoicas. Actualmente se considera una especie propia del Carbonífero Superior hasta el Pérmico.
Aunque los más antiguos ejemplares proceden del comienzo del Pensilvaniente se hizo dominante durante el Estefaniense. El registro completo de los Pecopteris abarca aproximadamente 40 millones de años. Basándose en las primeras apariciones y en el patrón de radiación global durante el Estefaniense, el origen geográfico de las Marattiales parece ser tropical o euroamericano.

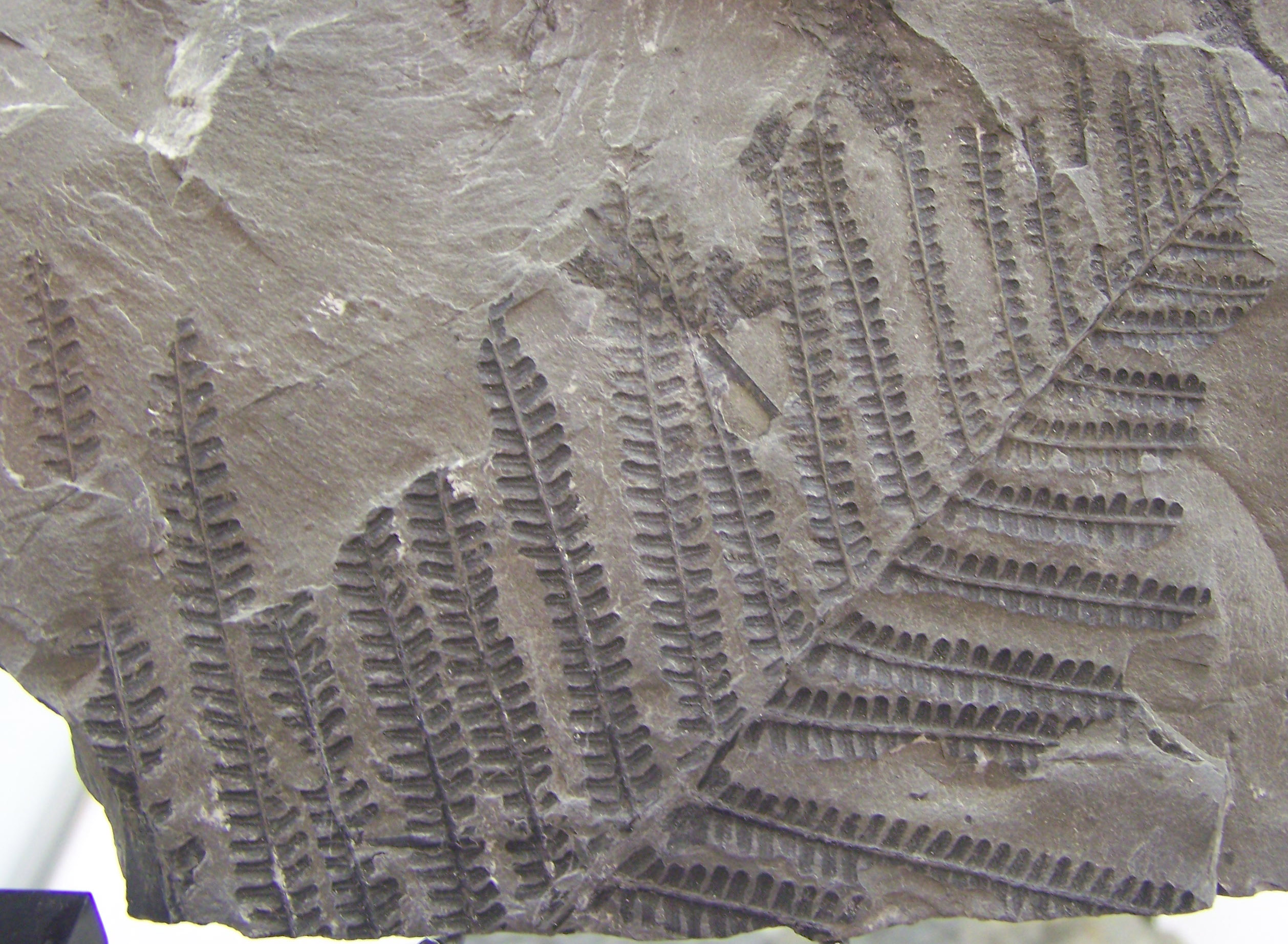
Pecopteris.

- Datos: Q144285
- Multimedia: Pecopteris / Q144285